# Agnostida
Az Agnostida a háromkaréjú ősrákok (Trilobita) osztályához tartozó rend.

## Rendszerezés
A rendbe az alábbi alrendek és öregcsaládok tartoznak:
- Agnostina
  - Agnostoidea
  - Condylopygoidea
- Eodiscina
  - Eodiscoidea